# Sublustrum
Sublustrum (Сублю́струм; в англоязычном издании — Outcry) — компьютерная игра в жанре графический квест, разработанная студией Phantomery Interactive в сотрудничестве с музыкальным коллективом Anthesteria и изданная компанией Новый Диск. Sublustrum сочетает в себе элементы классических компьютерных квестов, таких как Myst и Scratches, с авторским подходом к визуальному и звуковому оформлению, а также к сюжету в его психологических аспектах.

## Сюжет
Главный герой, в роли которого выступает игрок, по просьбе своего брата — профессора — приезжает к нему домой после многолетней разлуки. Но незадолго до приезда героя профессор скоропостижно скончался — об этом сообщает его соседка, передающая ключи от квартиры. В пустующем жилище героя встречает аудиозапись голоса профессора, в которой тот просит уничтожить все свои исследования, сохранив только капсулу — непонятное устройство в центре гостиной, напоминающее барокамеру. Герой начинает исследовать пустующую квартиру, из найденных писем и дневниковых записей он узнаёт о научных исследованиях профессора и совершённом им удивительном открытии — месте под названием «мерцающий мир», где становится возможной встреча с умершими родственниками и ожившими воспоминаниями детства. Для того, чтобы попасть в этот мир, профессором и была сконструирована капсула, в которой сочеталось воздействие на организм инфразвука определённой частоты с вдыханием паров особого растения — Albertia Inodorum. Из тех же записей становится известно, что профессор стал жертвой собственного изобретения, переместившись в место, из которого нет возврата. Совершив необходимые приготовления, герой отправляется вслед за своим братом в пугающую неизвестность…
Повествование поделено на пять частей (глав), в первой из которых действие происходит в доме профессора, а каждая из следующих четырёх, разительно отличающихся друг от друга, является одним из представлений Мерцающего мира. Заключительная часть оканчивается сценой гибели одного из двух братьев, представленной как одно из воспоминаний детства.

### Трактовки сюжета
В игре нет явных и однозначных указаний о природе Мерцающего мира, равно как и о личности главного героя, а также о точном месте и времени происходящего. Концовка также оставляет простор для догадок и домыслов. Разработчики сознательно оставили много недосказанности, из-за чего на свет появились всевозможные трактовки сюжета игры, каждая из которых имеет право на существование:
1. Брат профессора погиб в детстве. Профессор, мучаясь чувством вины за его смерть и невозможности что-либо изменить, изобрёл устройство, с помощью которого попытался оживить свои детские воспоминания и хотя бы мысленно спасти брата. В итоге ему это не удалось, и он погиб в результате экспериментов над собственным мозгом. Дом профессора, как и протагонист, изначально являются частями Мерцающего мира и сознания профессора, а игра заканчивается в момент его физической смерти.
2. Профессор, испытывая вину за смерть погибшего в детстве брата, занялся исследованиями в области потустороннего мира и обнаружил способ попасть туда. Обнаруженное место он назвал Мерцающим миром, после его изучения профессор понял, что получил возможность путешествовать во времени и влиять на окружающую действительность. Профессор решает изменить прошлое и спасти брата. Ему это удалось, брат остался жив, вырос и стал писателем. Но профессору не суждено было увидеть своего воскресшего, а точнее теперь уже никогда не умиравшего брата — они не успевают встретиться, профессор умирает (согласно одной из версий отдаёт свою жизнь за жизнь брата), зато мы успеваем пройти по Мерцающему миру, повторив его путь вплоть до финальной точки воспоминаний (также одна из версий гласит, что брат, не послушавшись заверений профессора, обрёк себя на гибель, отправившись за ним следом и навечно застряв в Мерцающем мире).
3. Профессор не умер, а успешно вернулся в реальный мир и прекратил свои эксперименты. Игрок,— как и дом профессора, в котором мы начинаем игру,— является частью Мерцающего мира, который стабилизирует возмущения, внесённые в него профессором, проматывая его воспоминания в обратном порядке внутри себя, а игрок выступает лишь в качестве свидетеля.
4. Никакого брата не существовало, он — лишь плод сознания профессора, у которого произошло раздвоение личности. Весь Мерцающий мир — порождение умирающего профессорского мозга, а игрок выступает не в роли брата, а его самого.

## Издание игры

Обложка американского издания Sublustrum (Outcry)

В России игра поступила в продажу 29 мая 2008 года как в джевел-упаковке, так и в подарочном издании. В комплектацию подарочной версии входят раскладная коробка, DVD с игрой, музыкальный альбом группы Anthesteria, цветное руководство пользователя, двухсторонний плакат и четыре почтовые открытки, стилизованные под фотографии начала XX века.
28 августа Sublustrum вышел в Северной Америке под названием Outcry, игра была издана компанией The Adventure Company. В феврале 2009 Sublustrum вышел в Польше под своим оригинальным названием. 26 марта игра вышла в Германии как Outcry: Die Dämmerung.

## История создания

### Начало
Весной 2006 года двое молодых людей — Георгий Белоглазов, музыкант Anthesteria, и Денис Тамбовцев, будущий арт-директор Phantomery, задумали создать аудиовизуальный проект — трёхмерную виртуальную оболочку для нового альбома группы. Как пишет сам Георгий Белоглазов, «… идея заключалась в том, чтобы создать помещение с комнатами, где каждой комнате соответствует свой трек плюс встроенные элементы интерактивности, влияющие на развитие композиции».
Осенью 2006 года началась активная работа над программной реализацией игры. Большая часть работы выполнялась силами трёх человек и приглашённого программиста Алексея Ефремова.

### Период КРИ-2007
К началу КРИ 2007 уже была готова технологическая демоверсия, которая и была представлена на конференции. Демоверсия содержала лишь несколько комнат самой первой части игры, — квартиры учёного, — и уже была частично озвучена. Уже на этой конференции проект получил много хороших отзывов как со стороны журналистов, так и со стороны сотрудников игровых компаний.
После КРИ-2007 был подписан контракт между компанией Новый Диск и студией Phantomery.

### Период КРИ-2008
Логотип игры был создан в апреле 2007 года одним из арт-директоров Студии Артемия Лебедева — Олегом Пащенко.
В июне 2007 года студия переехала в новый офис, который занимал одну из комнат полупустой коммунальной квартиры на Невском проспекте. Атмосфера старинного дома с обветшалыми интерьерами оказала несомненное влияние на проект.
На роль ключевого персонажа игры, профессора, был приглашён сотрудник кафедры палеозоологии одного из НИИ Санкт-Петербурга Алексей Каспарович Каспаров, им были озвучены все игровые тексты, написанные от лица персонажа. Запись проводилась в хранилище того же института, среди ящиков с реликтовыми костями и черепами ископаемых животных и людей.
К актёрам, принимавшим участие в съёмках для игры, присоединились Лилия Анатольевна, одна из жительниц упомянутой коммунальной квартиры, и двое детей — Тарас и Назар.
Прототипом для дома в четвёртой части игры стала архангельская изба — двенадцатиэтажное гротескное сооружение высотой 38 метров, возведённое одним из криминальных авторитетов.
Подготовка к КРИ-2008 потребовала больших усилий, зато на этой выставке проект отметился оригинально оформленным стендом: тёмная комната с развешанным по стенам медицинским инвентарём, фотографиями и схемами, плазменная панель на стене для демонстрации игры, старинный стол с пишущей машинкой, наушниками и аппаратом биообратной связи — с его помощью через кожно-гальваническую реакцию измерялось эмоциональное состояние людей, пришедших на стенд.

### Не вошедшее в игру
В силу того, что при создании игры неоднократно пересматривалось её содержимое, а также из-за определённых трудностей разработки (например, в команде был всего один программист-фрилансер), часть из того, что было создано для игры, не вошло в финальный релиз. Например: детальное изображение стебля механического растения.

## Визуальный стиль
Проект отличает особый подход к художественному уровню и стилистике визуального ряда. Различные локации игры выполнены в духе сюрреализма, стимпанка или интерьеров начала XX века. Отдельные эпизоды игры сопровождаются такими эффектами, как чёрно-белое изображение или затемнение краёв и дефекты как на старой киноплёнке.

## Музыка и звук
Коллективом Anthesteria для игры была написана оригинальная музыкальная дорожка. Создание музыки и самой игры шло параллельно, и зачастую направление разработчикам задавала именно музыка. Большое внимание было уделено прочим звуковым эффектам, которые не только помогают игроку лучше проникнуться атмосферой виртуального мира, но и играют решающую роль в разгадывании некоторых головоломок. Кроме того особый подход был к озвучиванию дневников брата главного героя — на эту роль был приглашён непрофессиональный актёр, что в сочетании с серьёзным подходом к озвучиванию придало игре дополнительную эмоциональную окраску. По словам разработчиков ориентиром для них в достижении гармоничного сочетания звуко-музыкальной составляющей c сюжетной и визуальной частями во многом стали фильмы Андрея Тарковского, в частности «Солярис».
Вся музыка записана проектом Anthesteria в период с июня 2007 по март 2008 года.
Приглашённые музыканты:
- Дмитрий Глоба-Михайленко — саз, уд, диджериду, тибетское горловое пение;
- Андрей Минаев — гитара, флейта;
- Людмила Емельяшина — альт.

Официальный CD с саундтреком доступен исключительно в подарочном издании Sublustrum. C 11 ноября 2008 года саундтрек выложен для свободного доступа на сайте GameOst.ru Архивная копия от 16 сентября 2008 на Wayback Machine.
| 1. «Sublustrum Theme» — 3:22 2. «The Journal» — 4:48 3. «Scientist’s Apartment» — 6:42 4. «The Message» — 3:18 5. «In the Vault» — 3:40 6. «Architectural Abstraction» — 6:16 7. «Reminiscence» — 4:25 8. «Architectural Abstraction» (the Past) — 1:34 9. «The Tunnel» — 2:06 10. «A Dog in the Boiler» — 4:18 11. «The Dolmen» — 6:39 12. «The Temple» — 5:00 13. «A Tramtrip» — 2:11 14. «Steamflower» — 7:18 15. «The Lake» — 5:48 |

## Технические особенности

### Управление и интерфейс
Обзор в игре осуществляется от первого лица. Перемещение по игровому миру происходит путём смены панорамных локаций (что в большинстве случаев сопровождается последовательным чередованием трёх кадров, имитирующим движение игрока и сопровождающимся звуком шагов). Взаимодействие с игрой осуществляется с помощью мыши: для поворота камеры достаточно подвести курсор к краю экрана; переход от одной локации к другой происходит при клике мышью на активных зонах; подбор предметов и взаимодействие с активными объектами (переключателями и пр.) также осуществляется кликом мыши. При нажатии на правую кнопку мыши на экране появляются меню инвентаря (внизу) и документов (вверху) — отдельное меню, в котором отображаются собранные письма, записи и прочие документы, является оригинальной особенностью Sublustrum (в игре приходится достаточно много читать). В правом нижнем углу экрана есть кнопка выхода в главное меню. Ключевые моменты игры сопровождаются видеовставками.

### Технология
Sublustrum разработан на основе движка Panopticum Engine, собственной разработки Phantomery Interactive, специально предназначенного для игр в жанре квест. Среди его ключевых особенностей — 360 град. панорамный обзор, многослойная панорамная визуализация, поддержка HDR, скрипт-система на базе языка Lua, воспроизведение видео высокого разрешения, возможность создания кат-сцен с четырьмя степенями свободы, гибкая система постобработки и т. д.
На момент выхода игры Panopticum является самым технологически совершенным среди движков подобного рода благодаря шейдерной системе постобработки, поддержке HDR и объёмного звука.

## Рецензии и награды
| Сводный рейтинг       | Сводный рейтинг   |
| Агрегатор             | Оценка            |
| --------------------- | ----------------- |
| GameRankings          | 61,77 %           |
| Metacritic            | 63 % (9 рецензий) |
| MobyRank              | 65/100            |
| Русскоязычные издания |                   |
| Издание               | Оценка            |
| 3DNews                | 9/10 %            |
| Absolute Games        | 67 %              |
| PC Gamer в России     | 80 %              |
| «PC Игры»             | 7,5/10            |
| PlayGround.ru         | 8,9/10            |
| «Игромания»           | 8/10              |
| «ЛКИ»                 | 90 %              |
| «НИМ»                 | 7,3/10            |
| «Страна игр»          | 7/10              |

На Конференции Разработчиков компьютерных Игр 2008 Sublustrum победил в двух номинациях — «Лучшая приключенческая игра» и «Лучшее звуковое оформление».
Также Sublustrum получил несколько наград от игровых изданий:
- «Квест года» (2008) от «Игромании»[17]
- «Лучшая адвенчура от первого лица» (2008) от «Навигатора Игрового Мира»
- «Корона» от журнала «Лучшие Компьютерные Игры»[13]
- «Лучший квест 2008 года» от сайта «Боевой Народ»[18]